# シェイド (バンド)

SHAED（ロゴ）

シェイド（Shaed、表記は「SHAED」）は、ワシントンD.C.を拠点とするエレクトロ・ポップのトリオ。
リード・ボーカリストのチェルシー・リー、マルチプレイヤーのマックス・アーンストとスペンサー・アーンストの3人。大注目を浴びた「Trampoline（トランポリン）」を2018年にリリース。2021年にデビュー・アルバム『High Dive』をリリースし、2019年サマーソニック出演時にインスピレーションを受けた楽曲「Osaka」を収録。

## 来歴
双子兄弟のマックスとスペンサーはメリーランド州シルバースプリングで育ち、幼い頃から音楽に興味を持ち始めた。中学時代、友達同士でロックバンド「Upslide」を結成。同バンドは数年ワシントンD.C.で局所的に活動を続けた。その結果、兄弟はニューヨークにあるマネジメントの目に留まった。高校ではポップ・デュオ「Trust Fall」を結成し、活動範囲を広めていった。そんな中、アーンスト兄弟は初めてチェルシー・リーと出会った。高校時代であった（2006年頃）。そして2009年に、チェルシーはスペンサーと交際をはじめ、ソロ・アーティストとしてアトランティック・レコードと契約。
高校卒業後、アーンスト兄弟は大学へ進学するのを延期し、エピック・レコードとの契約を試みた。結果契約は成立せず、2人はメリーランド大学へと進学した。大学で2人はフォーク・ロックのデュオ「The Walking Sticks」を結成。The Walking Sticksは2012年6月27日、大学4年の時にデビューEP『World So Bright』をリリース。EPはすべてライブ録音で、アコースティック・ルーツ・ロック・スタイルであった。
2011年にアトランティック・レコードとの契約を終了したチェルシー・リーは、『World So Bright』リリース後のThe Walking Sticksに加入。2013年後半に、The Walking SticksはセカンドEP『Send The Night』をリリースした。彼らはもともとフォークのサウンドで活動するつもりだったが、マックスとスペンサーがガレッジセールで古いシンセサイザーを拾ってきてから音楽の方向性が変わった。そしてフォーク・ロックだった彼らのサウンドは『Send The Night』からドリーム・ポップへと方向転換した。
2016年3月、音楽性の変化と共にグループ名をThe Walking Sticksからシェイドに改名。2016年6月にはPhoto Finish Recordsと契約を結び、同年秋にはマリアン・ヒル（Marian Hill）、ヴェリテ（Vérité）と共にツアーを行った。2016年9月、新しい名前、シェイドでのデビューEP『Just Wanna See』をリリース。彼らのシングル「Name On It」は、2018年5月15日発売のヴィクトリアズ・シークレットのコマーシャルにフィーチャー・トラックとして起用された。シェイドは2017年4月にビショップ・ブリッグス（Bishop Briggs）のツアーでオープニングを担当した。
2017年9月、メンバー3人は同居生活を始め、ホームスタジオで彼らのセカンドEP『メルト』の制作を始める。2018年5月18日に『メルト』からのシングル「Trampoline」をリリース。『メルト』は2018年9月21日にPhoto Finish Recordsからリリース。2018年10月30日、「Trampoline」をフィーチャー・トラックとしたAppleのMacBook AirのCMがデビュー。
2018年10月、アーリントン郡 (バージニア州)でチェルシー・リーとスペンサー・アーンストが結婚。
2019年8月に開催されたサマーソニック2019に出演。8月17日（土）に大阪会場、8月18日（日）に東京会場にて出演。
2019年9月に、ゼイン・マリクを迎えた「Trampoline」の新バージョン「Trampoline (with ZAYN)」をリリース。

## バンド・メンバー
- チェルシー・リー (Chelsea Lee) - リード・ボーカル (2013年-現在)
- スペンサー・アーンスト (Spencer Ernst) - キーボード、ドラム、ギター、ボーカル（2011年-現在）
- マックス・アーンスト (Max Ernst) - キーボード、ドラム、ギター、ボーカル（2011年-現在）

## ディスコグラフィ

### アルバム
- High Dive (2021年、Photo Finish)

### EP
- World So Bright (2012年)
- Send The Night (2013年)
- Pop Dreams (2014年)
- Just Wanna See (2016年、Photo Finish)
- 『メルト』 - Melt (2018年、Photo Finish)

### 主なシングル
- "Trampoline" (2018年) ※全米47位[12]、全米オルタナティブ・ソング・チャート1位獲得[13]
- "Thunder" (2019年) ※全米オルタナティブ・ソング・チャート37位[14]